# West-Nederland

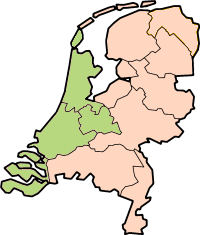
Zeeland wordt statistisch bij West-Nederland (NL3) gerekend, maar het ligt beneden de grote rivieren en bezit niet het karakter van de Randstadprovincies.

Bevolkingspiramide

Het landsdeel West-Nederland (NL3) is een Nederlandse NUTS 1-regio. Behalve voor statistische doeleinden hebben deze regio's geen enkele betekenis.
Deze NUTS 1-regio is weer onderverdeeld in meerdere NUTS 2-regio's, die gelijk zijn aan verschillende provincies. De NUTS 2-regio's worden op hun beurt zijn onderverdeeld in NUTS 3-regio's (COROP-gebieden).
- West-Nederland

| - Noord-Holland (Haarlem) - Kop van Noord-Holland - Alkmaar en omgeving - IJmond - Agglomeratie Haarlem - Zaanstreek - Groot-Amsterdam - Gooi en Vechtstreek | - Zuid-Holland (Den Haag) - Agglomeratie Leiden en Bollenstreek - Agglomeratie 's-Gravenhage - Delft en Westland - Oost-Zuid-Holland - Groot-Rijnmond - Zuidoost-Zuid-Holland | - Utrecht (Utrecht) - Utrecht |

Geografisch zuidelijk, maar statistisch ook tot NL3 (West-Nederland) gerekend:
- Zeeland (Middelburg)
  - Zeeuws-Vlaanderen
  - Overig Zeeland

Noord-Nederland (NL1) · Oost-Nederland (NL2) · West-Nederland (NL3) · Zuid-Nederland (NL4)